# Roberto Molina (futbolista)
Roberto Antonio Molina (Ciudad de Mendoza, 28 de octubre de 1971) es un exfutbolista argentino. Su debut se produjo vistiendo la casaca de Ferro Carril Oeste, club en el que se retiró catorce años después. Integró el Seleccionado Argentino en la categoría sub-20 y también tuvo una convocatoria a la mayor. Jugue en bancarios con el pela.

## Carrera
Luego de realizar las inferiores en el club de Caballito, tuvo su estreno en la primera división en 1990. Tras prtagonizar buenos rendimientos y de haber jugado en la selección juvenil, fue contratado por Rosario Central, a pedido del entrenador Pedro Marchetta. En el canalla tuvo su debut justamente ante su ex-club, el 12 de abril de 1994, con empate en cero. En el equipo rosarino integró un gran mediocampo junto a Raúl Gordillo, Omar Palma y Vitamina Sánchez. Disputó 54 partidos y marcó 7 goles. A mediados de 1995 fue transferido a Independiente, donde jugó tres temporadas y obtuvo la Supercopa Sudamericana 1995. En 1998 emigró al fútbol mexicano, vistiendo las casacas de América, Atlante, Toros Neza, Puebla y Tiburones Rojos de Veracruz, alternado un paso por Universitario de Perú. En 2002 jugó en Barcelona de Guayaquil, donde obtuvo el subcampeonato de la liga. En 2003 retornó a Argentina para jugar en Racing Club, volviendo a Ferro al año siguiente para jugar el torneo de la Primera B Nacional.

## Selección nacional
Integró la selección sub-20 en 1991. Disputó el Sudamericano en Venezuela, coronándose subcampeón y clasificando al Mundial de Portugal. En este torneo disputó 3 encuentros y marcó un gol. Durante la era de Daniel Passarella al frente de la selección mayor, tuvo una convocatoria e integró el banco de suplentes en el partido en el que Argentina venció 5-2 a Venezuela como visitante el 9 de octubre de 1996, no llegando a ingresar.

### Torneos en la Selección sub-20
| Copa                        | Sede      | Resultado     | PJ | Goles |
| --------------------------- | --------- | ------------- | -- | ----- |
| Sudamericano Sub-20 de 1991 | Venezuela | Subcampeón    | 5  | 1     |
| Mundial Juvenil de 1991     | Portugal  | Primera ronda | 3  | 1     |

## Clubes
| Club                        | País      | Año       |
| --------------------------- | --------- | --------- |
| Ferro Carril Oeste          | Argentina | 1990-1993 |
| Rosario Central             | Argentina | 1994-1995 |
| Independiente               | Argentina | 1995-1998 |
| América                     | México    | 1998      |
| Atlante                     | México    | 1999      |
| Toros Neza                  | México    | 2000      |
| Puebla                      | México    | 2000      |
| Universitario               | Perú      | 2001      |
| Tiburones Rojos de Veracruz | México    | 2001      |
| Barcelona                   | Ecuador   | 2002      |
| Racing Club                 | Argentina | 2003      |
| Ferro Carril Oeste          | Argentina | 2004      |

## Palmarés
| Equipo        | País      | Título                 | Año  |
| ------------- | --------- | ---------------------- | ---- |
| Independiente | Argentina | Supercopa Sudamericana | 1995 |
| Universitario | Perú      | Torneo Apertura        | 2002 |